# James Colbert (trgovec)
James Logan Colbert (okoli 1720–7. januar 1784) je bil ameriško-britanski trgovec, ki je velik del svojega življenja preživel med Chickasaw plemenom. Služil je tudi kot častnik britanske vojske, ki je poveljeval neodvisni četi v zahodnem gledališču ameriške revolucionarne vojne. Leta 1783 je Colbert vodil neuspešen napad na francosko-špansko vas Arkansas Post, španska Louisiana (današnja ameriška zvezna država Arkansas) v poskusu zavzetja trdnjave Fort Carlosa III.

## Zgodnje življenje in kariera
Colbert se je rodil okoli leta 1720 v Severni Karolini. Januarja 1736 se je priselil v Georgio. Poročen je bil s tremi ženskami iz plemena Chickasaw: Nahettaly, Sophio in Mary (vse sestre) in z njimi je imel devet otrok; med njimi Georgea, Levija in Williama Colberta, ki so postali pomembni plemenski voditelji v 19. stoletju. Tekoče je govoril chickasawsko je služil kot tolmač na indijanskih konferencah v Augusti v Georgiji leta 1763 ter v Mobilu v Alabami leta 1765 in 1771. Boril se je z Britanci med ameriško revolucionarno vojno; najbolj znano pri Fort Jeffersonu, kjer je bil ranjen v akciji pri Arkansas Postu.. Umrl je 7. januarja 1784 v Zahodni Floridi na poti iz St. Augustina, Vzhodna Florida.